# Nicuşor Eşanu
Nicuşor Eşanu   (Bucarest, 12 de desembre de 1954) és un piragüista romanès, ja retirat, que va competir durant les dècades de 1970 i 1980.
El 1976 va prendre part en els Jocs Olímpics d'Estiu de Mont-real, on fou quart en la prova del K-4 1.000 metres del programa de piragüisme. Quatre anys més tard, als Jocs de Moscou, guanyà la medalla de plata en la mateixa prova. Formà equip amb Mihai Zafiu, Vasile Dîba i Ion Geantă.
En el seu palmarès també destaquen sis medalles al Campionat del Món en aigües tranquil·les, una d'or, tres de plata i dues de bronze, entre les edicions de 1975 i 1981.